# Liste der Kunstwerke im öffentlichen Raum in Niederösterreich/Waldviertel
Die Liste der Kunstwerke im öffentlichen Raum in Niederösterreich enthält die von der Niederösterreich Kultur gelisteten und realisierten Kunstwerke im öffentlichen Raum (Public Art) in Niederösterreich, so sie sich nicht nur temporär im öffentlichen Raum befinden. Aus technischen Gründen ist die Gesamtheit der Kunstwerke auf die vier Viertel aufgeteilt. Hier die Kunstwerke im Waldviertel einschließlich der Wachau nördlich der Donau.
Seit den 1980er Jahren entstehen in Niederösterreich künstlerische Projekte im öffentlichen Raum. Eine Fachjury empfiehlt österreichische und internationale Künstler, Designer und Architekten. Bis Anfang 2013 wurden rund 500 Arbeiten realisiert. Bis 2011 sind diese in mehreren Bänden Veröffentlichte Kunst dokumentiert.

## Kunstwerke
Die Liste repräsentiert den Stand vom 19. Juli 2023.[veraltet] Die Schreibweise der Namen richtet sich nach der Quelle, die Sortierung erfolgt nach dem Ort / der Gemeinde.
| Foto |                 | Name | Typ          | Standort | Künstler                                               | Datierung | Beschreibung | Metadaten             |
| ---- | --------------- | --- | ------------ | --- | ------------------------------------------------------ | --------- | --- | --------------------- |
| ja   | Datei hochladen | Erinnerungsstätte am Stadtsee in Allentsteig ID: 353                                                         |              | Allentsteig Standort                                                                                              | Valie Export                                           | 1999      | In Zusammenarbeit mit der Stadtgemeinde Allentsteig wurde zur Erinnerung an die Aussiedlung der Bewohner in der Region um Allentsteig, die durch das nationalsozialistische Regime gezwungen waren, ihre Heimat in den Jahren zwischen 1938 und 1941 zu verlassen, ein Denkmal installiert. | Standort: Waldviertel |
| ja   | Datei hochladen | Zeichen für den Stadtberg in Allentsteig ID: 528                                                             |              | Allentsteig Standort                                                                                              | Ricarda Denzer                                         | 2003–2005 | Mit dem 18 Meter hohen Periskop, das die Künstlerin Täuschungsmanöver nennt, kann man über Kirchturm, Schloss und Kaserne hinweg die um den Ort liegende Landschaft als Panoramabild betrachten. Am oberen Ende der Apparatur ist ein kreisförmiges Metallband mit verschiedenen Wörtern installiert, die sich in die Landschaftsbilder einfügen. | Standort: Waldviertel |
| ja   | Datei hochladen | Überdachung und statische Sanierung der Altane des Stifts Altenburg ID: 620 HERIS-ID: 71265 Objekt-ID: 84421 |              | Altenburg Standort                                                                                                | Jabornegg & Pálffy                                     | 2007      | Im Zuge archäologischer Grabungen, durch die sämtliche unter dem barocken Stift liegenden gotischen Baubestände zugänglich gemacht wurden, gestalteten die Architekten ein Besucherfoyer und schufen eine räumliche Verbindung zwischen diesem und den barocken wie mittelalterlichen Baubeständen. Gleichzeitig wurden letztere statisch gesichert. | Standort: Waldviertel |
| ja   | Datei hochladen | Platzgestaltung in Brunnkirchen bei Krems ID: 5                                                              |              | Brunnkirchen Standort                                                                                             | Willi Kopf                                             | 1999–2000 | Willi Kopf hat in Brunnkirchen bei Krems den Dorfplatz mit zwei Brunnenbecken gestaltet. Die Oberfläche der reduzierten Platzgestaltung aus Granit nimmt die Glätte der Wasseroberflächen auf und führt sie weiter. | Standort: Mostviertel |
| ja   | Datei hochladen | Holzskulptur bei der Schule in Drosendorf ID: 178                                                            |              | Drosendorf-Zissersdorf Standort                                                                                   | Hermann Walenta                                        | 1986–1987 | Die Skulptur mit dem Titel Modul ist eine rhythmische Modulation von drei ineinander verankerten Formelementen aus Eichenholz. Die sich wiederholenden Grundelemente hat der Künstler in jahrelanger Auseinandersetzung mit organischem Wachstum einer archaisch-vegetativen Formenwelt entlehnt. | Standort: Waldviertel |
| ja   | Datei hochladen | Spiegel-Brunnen-Fitness-Gerät am Hauptplatz in Drosendorf ID: 422                                            |              | Drosendorf-Zissersdorf Standort                                                                                   | Uli Aigner                                             | 2003      | Das aus Edelstahl gefertigte, begehbare Objekt mit dem Titel ich komme wurde im Rahmen von Großer Sommer an der Thaya. 4 KünstlerInnenprojekte in Drosendorf realisiert. Sowohl im Boden als auch in der Dachkonstruktion ist jeweils ein Spiegel eingelassen, der die Spiegelung bis ins Unendliche vervielfacht. | Standort: Waldviertel |
| BW   | Datei hochladen | Skulptur in Dürnstein ID: 744                                                                                |              | Dürnstein Standort                                                                                                | Elizabet Ana                                           | 2011      | Der Bahnhof des geschichtsträchtigen Ortes Dürnstein hat ein neues Wahrzeichen, eine Skulptur der kroatischen Künstlerin ANA Elizabet. Das hüfthohe Objekt aus schwarz lackiertem Metall präsentiert sich zunächst als ein Rätsel, wie eine Gestalt aus fremden Welten, deren polymorphe Form weder der Natur noch dem Gegenständlichen zuzuordnen ist. Trotzdem ist da eine Anmutung, als ob es eine Bedeutung, ja beinahe eine Art Wesen hätte, das wir kennen, aber nicht benennen können. | Standort: Wachau      |
| BW   | Datei hochladen | Rauminstallation im Landeskrankenhaus Eggenburg ID: 66                                                       |              | Eggenburg Standort                                                                                                | Walter Obholzer                                        | 1997      | Die Rauminstallation zählt zu einer Werkgruppe des Künstlers, bei der die Wand direkter Bildträger ist und eine ähnliche Ornamentik von Kreisen verwendet wird. In Eggenburg sind es vier Reihen von beige gefassten Kreisornamenten, die in einem bestimmten Rhythmus rot bzw. blau gefüllt sind. | Standort: Waldviertel |
| BW   | Datei hochladen | Gestaltung des Rathaussaals in Eggenburg ID: 253                                                             |              | Eggenburg Standort                                                                                                | Melitta Moschik                                        | 2000      | Vor einem bestehenden Fries wurde ein neuer mit einem rot-weiß gestreiften Liniencode installiert. Entschlüsselt ergibt er den Text RATHAUS EGGENBURG STADTERNEUERUNG Hauptplatz 2000. In Blindfenster montierte Bilder geben in grob gepixeltem Graustufenraster den neu gestalteten Hauptplatz wieder. | Standort: Waldviertel |
| BW   | Datei hochladen | Wandgestaltung im psychosomatischen Zentrum Waldviertel Eggenburg ID: 616                                    |              | Eggenburg Standort                                                                                                | Christine und Irene Hohenbüchler                       | 2008      | Die Künstlerinnen entwickelten ein Farbkonzept mit dem Titel … fortsetzend …, das u. a. der Orientierung dient. Jedem Stockwerk vom Gang bis zu den Zimmern wurde eine Farbpalette zugeordnet. Die Farbauswahl wurde in Absprache mit den Stationen und nach deren farblichen Präferenzen umgesetzt. | Standort: Waldviertel |
| BW   | Datei hochladen | Projekt im Psychosomatischen Zentrum Waldviertel Eggenburg ID: 646                                           |              | Eggenburg Standort                                                                                                | Richard Hoeck                                          | 2006–2008 | Bei der computergestützten Installation geht es um Verlust und Gewinnung von Struktur, gleichzeitig ist sie ein Leitsystem aus farbigen semitransparenten Sandstrahl-Folien auf den Glasflächen der verschiedenen Türen. Ausgehend von einer überlebensgroßen menschlichen Figur abstrahierte Hoeck sein Motiv zunehmend durch Zooms in andere Größenverhältnisse. | Standort: Waldviertel |
| BW   | Datei hochladen | Relief für das Psychosomatische Zentrum Waldviertel Eggenburg ID: 647                                        |              | Eggenburg Standort                                                                                                | Bernhard Cella                                         | 2009      | Aus der Wand treten ist der Titel der großflächigen Reliefplatten auf den Wänden im Eingangsbereich und in zwei Etagen. Fotografische Aufnahmen von diversen Innenräumen wurden in eine dreidimensionale Reliefstruktur übersetzt und anschließend aus blau eingefärbten Kunststoffplatten herausgefräst. | Standort: Waldviertel |
| ja   | Datei hochladen | Denkmal für Johann von Klingenberg in Eisgarn ID: 423                                                        |              | Eisgarn Standort                                                                                                  | Elizabet Ana                                           | 2002      | Die Künstlerin ANA hat den Platz bei dem 1330 gegründeten Stift Eisgarn im Waldviertel neu gestaltet und ein Denkmal für den Stiftsgründer entworfen. Das Denkmal besteht aus zwei 1,80 Meter hohen, abstrahierten Flügeln aus Aluminiumguss. Der Platz wurde mit Pflastersteinen vereinheitlicht. | Standort: Waldviertel |
| BW   | Datei hochladen | Gestaltung des Georg-Prunner-Platzes in Emmersdorf an der Donau ID: 258                                      |              | Emmersdorf an der Donau Standort                                                                                  | Franz Sam                                              | 2000      | Das komplexe Konzept für die Neugestaltung des Georg-Prunner-Platzes an der Donauuferstraße umfasst ein Buswartehäuschen mit Informationstafeln und Telefonzellen, mehrere Lichtobjekte sowie drei Klangobjekte mit von Roman Holzmayr gestalteten Klangszenarien wie Sturmwetter oder Nachtfluss. | Standort: Waldviertel |
| BW   | Datei hochladen | Fassadengestaltung bei der Volksschule Frauenhofen ID: 104                                                   |              | Frauenhofen Standort                                                                                              | Sabina Hörtner                                         | 1995      | Sabina Hörtner erzeugt mit einem Dimensionswechsel Distanz zur Architektur. Einer dominanten Eingangsgestaltung zwischen zwei schlichten Fassaden stellt sie ein geometrisches Linienspiel gegenüber und schafft eine neue Ecksituation. | Standort: Waldviertel |
| ja   | Datei hochladen | Zwei Stelen in Geras ID: 50                                                                                  |              | Geras Standort | Albrecht Fürthner                                      | 1996      | Die zwei Granitstelen mit eingesetzten Edelstahl-Lisenen tragen den Titel Alpha & Omega, das bipolare Gesetz. Der Künstler versteht sie als Versuch der göttlichen Einheit, die in Geras durch das Chorherrnstift präsent ist, die Zweipoligkeit des irdischen Lebens entgegenzusetzen. | Standort: Waldviertel |
| BW   | Datei hochladen | Fotoarbeiten für die Gastgewerbeschule Geras ID: 179                                                         |              | Geras Standort | Leo Zogmayer                                           | 1992      | Die 25 Motive aus unterschiedlichsten gastronomischen Milieus stammen aus einer Sammlung von s/w Fotografien, die der Künstler auf seinen Reisen durch Europa und durch den Nahen Osten anfertigte. Diese wurden jeweils einem Motiv aus der Alltags- oder Hochkultur des jeweiligen Ortes gegenübergestellt. | Standort: Waldviertel |
| ja   | Datei hochladen | Künstlerische Gestaltung des Platzes vor dem Stift Geras ID: 618                                             |              | Geras Standort | Lisa Holzer                                            | 2007      | Das Projekt von Lisa Holzer für den kleinen Park vor dem Stift besteht aus drei Teilen, die jeweils auf die bestehende Situation eines „verwünschten“ Parks reagieren: ein Wartehaus aus spiegelndem Edelstahl, ein Brunnen in Form zarten Nebels und die Markierung des Tors zum Kräutergarten mit Goldfarbe. | Standort: Waldviertel |
| ja   | Datei hochladen | Einfahrtstor der Straßenbaumeisterei in Gföhl ID: 216                                                        |              | Gföhl Standort | Karl Vonmetz                                           | 1991      | Karl Vonmetz hatte den geladenen Wettbewerb mit einem Entwurf für eine Skulptur in der Toreinfahrt gewonnen. Nach Gesprächen mit Vertretern der Straßenmeisterei entwarf und fertigte er jedoch schließlich ein Tor aus Chrom-Nickelstahl für das Industriegebäude der Straßenmeisterei. | Standort: Waldviertel |
| ja   | Datei hochladen | Gestaltung des Hauptplatzes in Gföhl ID: 440                                                                 |              | Gföhl Standort | Gerhard Mitterberger                                   | 1998–2003 | Dem Architekten gelang es, bei der Platzgestaltung in Gföhl eine komplexe Aufgabenstellung zu meistern: Verkehrs- und Fußgängerbereiche, Brunnen, Bushaltestelle, Veranstaltungs- und Marktflächen wurden zusammengefasst und trotzdem ihrer unterschiedlichen funktionalen Widmung entsprechend, gestaltet. | Standort: Waldviertel |
| BW   | Datei hochladen | Gestaltung des Stiegenhauses in der Bezirkshauptmannschaft Gmünd ID: 44                                      |              | Gmünd Standort | Iris Andraschek                                        | 1995–2023 | An vier Stellen im Stiegenhaus des Gebäudes weisen aus Neonglas gebogene, weiß leuchtende Hände in unterschiedliche Richtungen. Durch eine einfache Schaltung blinkt und pulsiert das Licht in wechselndem Rhythmus. Das Werk trägt den Titel Einer Wand die Hand auflegen. | Standort: Waldviertel |
| ja   | Datei hochladen | Objekt am Platz der vergessenen Feuerwehren ID: 995                                                          |              | Göpfritz an der Wild Standort                                                                                     | Maruša Sagadin                                         | 2019      | | Standort: Waldviertel |
| BW   | Datei hochladen | Sitzobjekte auf dem Platz in Grafenberg ID: 255                                                              |              | Grafenberg Standort                                                                                               | Michael Öllinger                                       | 1999      | Anlässlich der Neugestaltung der Straßen in Grafenberg schuf Michael Öllinger aus zwei Granitfindlingen von 3,6 und 8 Tonnen Sitzobjekte für den Dorfplatz. Aus den Steinen wurden körpergerechte Vertiefungen herausgearbeitet. Die Außenseiten sind naturbelassen. Die Sitzflächen sind glatt poliert. | Standort: Waldviertel |
| BW   | Datei hochladen | Volksschule in Hadersdorf a. Kamp ID: 188                                                                    |              | Hadersdorf am Kamp Standort                                                                                       | Hermann Härtel                                         | 1990      | Bei der Pausen- und Mehrzweckhalle der Volksschule Hadersdorf a. Kamp handelt es sich um eine Pyramide mit Lichtkuppel, die auf ein quadratisches Mauerwerk aufgesetzt ist. | Standort: Waldviertel |
| ja   | Datei hochladen | Die Haderer ID: 820                                                                                          |              | Hadersdorf am Kamp Standort                                                                                       | Daniel Spoerri                                         | 2012      | | Standort: Waldviertel |
| BW   | Datei hochladen | Kunstwerk bei der Kläranlage in Horn ID: 149                                                                 |              | Horn Standort | Renate Fuhry                                           | 1991      | Die Keramikarbeit entstand 1991 im Rahmen einer Serie von Arbeiten bei der Firma Wienerberger und wurde im Anschluss an eine Ausstellung bei der Kläranlage aufgestellt. Rohrteile aus Steinzeug wurden ihrer Funktion enthoben, farbig glasiert und zu einem wahrzeichenhaften Kunstwerk zusammengefügt. | Standort: Waldviertel |
| ja   | Datei hochladen | Stahlskulptur in einer Allee in Horn ID: 167                                                                 |              | Horn Standort | Marianne Maderna                                       | 1987      | Die 255 cm hohe Stahlskulptur trägt den Titel Faltung 18. In einer für Madernas Skulpturen charakteristischen Art überwindet diese das Material, aus dem sie geschaffen ist und geht leichtfüßig, skizzenhaft hochgewachsen eine Beziehung zu ihrer Umwelt ein und behauptet sich in dieser. | Standort: Waldviertel |
| ja   | Datei hochladen | Kunstwerk beim Eingang des Landeskrankenhauses Horn ID: 170                                                  |              | Horn Standort | Franz Xaver Ölzant                                     | 1980–1990 | Die Skulptur mit dem Titel O 21 entstand zwischen 1980 und 1990. Franz Xaver Ölzant wählte für diese einen Diorit von 550 cm Höhe und verlieh ihm eine Oberfläche, die den Eingriff des Künstlers nicht gleich vermuten lässt. Vielmehr vermeint man in den Aushöhlungen ein Werk der Natur zu sehen. | Standort: Waldviertel |
| BW   | Datei hochladen | Decke im Vereinshaus ID: 181                                                                                 |              | Horn Standort | Maria Biljan-Bilger                                    | 1987      | Die vorgegebene Konstruktion der Decke des Vereinshauses sollte in ihrer Gesamtheit erhalten bleiben, aber durch Farbe und Formen ihrer Schwere und Derbheit enthoben werden. | Standort: Waldviertel |
| ja   | Datei hochladen | Rasenstück mit Leuchtpentagon beim Vereinshaus ID: 373                                                       |              | Horn | Manfred Weitgasser                                     | 1990–1996 | Die Installation ist die Wiese, ohne Gänseblümchen schräg ansteigend auf die Terrasse des Erweiterungsbaues, zu den Mauern eines alten zweistöckigen Wirtshauses, das bereits die Grenze zu einem neuen Grundstück darstellt. Über das 12 m oberhalb befindliche Flachdach, das etwa die Hälfte der Terrasse überragt, verspannt der Künstler den Leuchtkörper mit dünnen Stahlseilen auf den Terrassenboden. Der Rasen liegt schräg als langgezogenes Dreieck 3,65 m x 6,89 m x 7,66 m, unter ihm sind 2600 l Erde. Über ihm ist der Leuchtkörper, und in einer gewissen Höhe scheint das Ding zu schweben. Keine aufgepfropfte Skulptur, sondern Konkurrenz im Wechselspiel zwischen Gebäude und Leuchtkörper und einer aus nicht findbaren Gründen auftauchenden Wiese. Ein ruhiger Raum, eine Lichtversammlung über einer überdachten Wiese. Das Leuchtpentagon wurde 1996 abgebaut. | Standort: Waldviertel |
| BW   | Datei hochladen | Kunstweg der Religionen in Imbach ID: 425                                                                    |              | Imbach Standort                                                                                                   | Maria Bußmann                                          | 2002      | Maria Bußmann schuf für die dreizehn Bildstöcke auf dem Weg zur Friedenskapelle Imbach ein vielschichtiges Bildprogramm zur Versöhnung der Weltreligionen. Zentrales bildnerisches Thema des mit feingliedrigen Strichgefügen gezeichneten und auf Kacheln gebrannten Bildzyklus ist die Pflanzensymbolik. | Standort: Waldviertel |
| BW   | Datei hochladen | Feuerstelle ID: 1023                                                                                         |              | Klein-Meiseldorf Standort                                                                                         | Nicole Six & Paul Petritsch / Mitarbeit: Florian Hofer | 2020      | Wie in vielen Gemeinden ist auch in Klein-Meiseldorf in den letzten Jahrzehnten vieles verloren gegangen, was für das dörfliche Leben von zentraler Bedeutung ist: die Post, das letzte Gasthaus und eine Haltestelle an der Franz-Josefs-Bahn. Die Bewohner*innen haben gemeinsam und entsprechend ihrer Bedürfnisse ein neues Dorfzentrum geschaffen. Neben einem Veranstaltungs- und Ausstellungsraum, einem Jugendzentrum, einem Nahversorger und einem kleinen Café soll öffentlicher Raum für vielfältige Nutzungsmöglichkeiten bereitgestellt werden. Die Gestaltung des öffentlichen Raums durch Nicole Six und Paul Petritsch basiert auf drei Elementen: einer Feuerstelle auf einer geschliffenen Betonfläche, einem Brunnen aus Lärchenholz in der Dimension eines parkenden Autos und einem flexiblen „Sitzmobiliar“ aus stehenden und liegenden Holzbalken und Betonfertigteilen. Zusätzlich verweisen in den Boden gezeichnete Kreise und Linien auf die Erde, den Sonnenverlauf, die Datumsgrenze und andere Planetensysteme. | Standort: Waldviertel |
| BW   | Datei hochladen | Cycles Galore! ID: 955                                                                                       |              | Klein-Pöchlarn Standort                                                                                           | Christian Kosmas Mayer                                 | 2018      | Ein Motorrad auf einem Sockel, das einem Containerschiff nachempfunden ist, nämlich der havarierten MSC Napoli. Das Motorrad war ein Original-Frachtgut und wurde bei Plünderungen der Ladung des havarierten Schiffs, die im Ort Branscombe angeschwemmt worden war, gehoben. Der Künstler erwarb das Motorrad und stellte es als Symbol der Ströme der Warenzirkulation dar, aber auch wie diese und die dahinterstehenden Eigentumsverhältnisse in der Anarchie des Augenblicks scheitern können. | Standort: Waldviertel |
| ja   | Datei hochladen | Camp NOSW ID: 747                                                                                            |              | Klein-Pöchlarn Standort                                                                                           | Katrin Hornek                                          | 2011      | | Standort: Waldviertel |
| ja   | Datei hochladen | Spiegelwand ID: 4                                                                                            |              | Klein-Pöchlarn Standort                                                                                           | Herbert Golser                                         | 1999      | Zwei schräggestellte Spiegelobjekte bei der Radwegabfahrt von Klein-Pöchlarn vereinen durch das Vermischen mehrere Realitäten verschiedene Landschafts- und Ortsausschnitte zu einem neuen Bild. | Standort: Waldviertel |
| ja   | Datei hochladen | Begehbare Skulptur am Radweg der Donaulände in Klein-Pöchlarn ID: 606                                        |              | Klein-Pöchlarn Standort                                                                                           | Max Bühlmann                                           | 2008      | Die Fähre Erika hatte während vieler Jahre die Orte Klein-Pöchlarn mit Pöchlarn am gegenüberliegenden Donauufer verbunden. Die 5 × 10 Meter große schwimmende, hölzerne Plattform mit dem Titel Erika ist durch einen Steg mit dem Ufer verbunden und soll an die ehemalige Anlegestelle der gleichnamigen und mittlerweile aufgelassenen Fähre erinnern. Sie wurde im Rahmen des Symposiums „Orte zum Verweilen“ (2001) konzipiert. | Standort: Waldviertel |
| ja   | Datei hochladen | Wasserbrunnen im Ortsbereich von Kleingöpfritz ID: 566                                                       |              | Kleingöpfritz Standort                                                                                            | Roman Signer                                           | 2006      | Mitten im Löschwasserteich des Ortes hat Roman Signer ein kinetisches Objekt mit dem Titel Stiefel installiert. An einer Stange sind ein Kugellager, ein Rohr mit einem Gummistiefel montiert. Wird Wasser in den Stiefelschaft gepumpt, wird dieser durch den Rückstoß in Bewegung versetzt, beginnt mit Hilfe der Fliehkraft zu rotieren und versprüht dabei Wasserfontänen durch eine Düse in der Ferse. | Standort: Waldviertel |
| BW   | Datei hochladen | Skulptur für eine Kapelle in Krems-Stein ID: 143                                                             |              | Krems an der Donau Standort                                                                                       | Leo Zogmayer                                           | 1993      | Die Skulptur nimmt in ihrer dichten physischen Präsenz Bezug auf die räumliche Situation bei der Kapelle. Was bleibt ist das intensive Erlebnis des leeren Raumes und der bildnerischen Metapher von Ewigkeit und Zeitlosigkeit. Nach Umbauarbeiten soll die Skulptur im St. Pöltner Regierungsviertel aufgestellt werden. | Standort: Mostviertel |
| ja   | Datei hochladen | Sozialisation, Skulpturenprojekt für die Weinbauschule Krems ID: 7                                           |              | Krems an der Donau Standort                                                                                       | Michael Pisk                                           | 1999      | Auf einer 40 m × 20 m großen Rasenfläche wurden 100 Rotweinstöcke aus verschiedenen EU-Weinbauschulen angepflanzt. Die Holzskulptur am Rande des Weinfeldes wurde aus Teilen einer historischen Weinpresse zusammengefügt. | Standort: Wachau      |
| BW   | Datei hochladen | Schallschutzwand in Krems-Landersdorf ID: 48                                                                 |              | Krems an der Donau Standort                                                                                       | Eichinger oder Knechtl                                 | 1996      | Die Schallschutzwand des Architektenduos ist ein 12 Meter hohes und 15 Meter breites Glasobjekt, das gleichermaßen Abschluss wie Ausblick bietet. Zwischen zwei Betontürme wurde eine Niro-Seil-Konstruktion gespannt, die 14 blaue und 13 klare Glastafeln trägt. | Standort: Wachau      |
|      | Datei hochladen | Umweltinseln in Krems ID: 53                                                                                 |              | Krems an der Donau                                                                                                | René Harather / Wilfried Lechner                       | 1993      | Das formale Konzept für Müllsammelstellen hebt die Müllcontainer hervor, statt sie zu verstecken. Stellplatzfigurationen ordnen die Container zu Formationen. Die nach einem symbolischen Farbcode zur Gänze gefärbten Container können nach jeder Müllentleerung zu neuen Farbmustern gruppiert werden. | Standort: Wachau      |
| BW   | Datei hochladen | Steinskulptur vor der evangelischen Pfarrkirche in Krems ID: 63                                              |              | Krems an der Donau Standort                                                                                       | Alois Lindenbauer                                      | 2000      | Den Steinskulpturen von Alois Lindenbauer liegt eine Beschäftigung mit den Steinbauten megalithischer Kulturen im Mittelmeerraum, in Schweden und in Japan zugrunde. Oft entstehen, wie hier, einfache und markante Formen, die eine Verbindung von archaischen Vorstellungen und Gegenwart darstellen. | Standort: Wachau      |
| ja   | Datei hochladen | Krems - Denkmal am jüdischen Friedhof Krems.jpg ID: 358                                                      |              | Krems an der Donau, Wiener Straße 133 Standort                                                                    | Hans Kupelwieser                                       | 1996      | Im Eingangsbereich des jüdischen Friedhofs in Krems hat der Künstler ein 48 m langes Stahlband installiert, in das Namen und Daten von 129 Kremser vertriebenen und verstorbenen Juden eingeschnitten sind. | Standort: Wachau      |
| BW   | Datei hochladen | Lichtobjekt am Bahnhofsplatz in Krems ID: 361                                                                |              | Krems an der Donau Standort                                                                                       | Michelangelo Pistoletto                                | 1999      | Anlässlich der Umgestaltung des Bahnhofsplatzes in Krems durch Boris Podrecca schuf Michelangelo Pistoletto an der westlichen Seite des Platzes zwischen Fußgängerbereich und Fahrbahn anstelle einer der Leuchten eine Lichtskulptur. | Standort: Wachau      |
| ja   | Datei hochladen | Öffentliche Bibliothek auf dem jüdischen Friedhof Krems an der Donau ID: 525                                 |              | Krems an der Donau Standort                                                                                       | Clegg & Guttmann                                       | 2004      | Die Öffentliche Bibliothek auf dem jüdischen Friedhof versammelt in drei Schränken Bücher über den Tod im jüdischen Gesetz, im Ritual und in der Philosophie. Besucher können Bücher ausleihen oder hinzufügen. Seit 1991 hat das Künstlerduo in mehreren Städten ihr Projekt der Offenen Bibliothek verwirklicht. | Standort: Wachau      |
| BW   | Datei hochladen | Konzept für die Winzer Krems Sandgrube 13 wein.sinn ID: 527                                                  | Video        | Krems an der Donau Standort                                                                                       | Georgia Creimer                                        | 2005–2022 | Hands on Tables ist der Titel von fünf Videoarbeiten, die auf mit Tischtüchern versehene Tische projiziert werden. Aus der Vogelperspektive aufgenommene geloopte Videosequenzen zeigen von Händen durchgeführte Handlungen wie Domino spielen, Händchen halten, Teig kneten oder den Umgang mit Nahrung und Getränken. | Standort: Wachau      |
| ja   | Datei hochladen | Skulptur beim Piaristenpark in Krems ID: 151                                                                 |              | Krems an der Donau Standort                                                                                       | Alfred Hager                                           | 1986      | Alfred Hagers Steinskulptur beim Piaristenpark besteht aus bearbeitetem Serpentin, der mit einer Länge von 270 cm in 35 cm Höhe teilweise über dem Boden zu schweben scheint. So erzeugt der Künstler eine Dialektik von Schwere und Geschlossenheit des Steines und dessen Entmaterialisierung zugleich. | Standort: Waldviertel |
| BW   | Datei hochladen | Skulptur beim Gymnasium in Krems ID: 176                                                                     |              | Krems an der Donau Standort                                                                                       | Josef Trattner                                         | 1989      | Die Skulpturengruppe S wurde vom Künstler für die Fußgängerzone in der Stadt entworfen und schließlich nach Bürgerprotesten beim Bundesrealgymnasium installiert. Die 4 Meter hohe aus Aluminium gegossene Arbeit steht für die Reflexion über das Herstellungsprinzip des Abgusses und der Reproduktion an sich. | Standort: Waldviertel |
|      | Datei hochladen | In der Landesakademie Krems ID: 182                                                                          |              | Krems an der Donau                                                                                                | Heinz Brand, Johanna Kandl                             | 1988      | Die im Rahmen der Ausstellung Das gläserne U-Boot installierten Arbeiten von Heinz Brand und Johanna Kandl verblieben in der Landesakademie. Das vergoldete Steingefäß von Heinz Brand wurde am Stiegengeländer angebracht. Das Fresko von Johanna Kandl wurde durch Umbauarbeiten in der Landesakademie zerstört und ist daher nicht mehr zu sehen. | Standort: Waldviertel |
| ja   | Datei hochladen | Skulptur bei der Dominikanerkirche ID: 206                                                                   |              | Krems an der Donau Standort                                                                                       | Franz Xaver Ölzant                                     | 1987–1988 | Der große Tafelmonolith ist ein Urgesteinsolitär aus dem Dioritvorkommen bei Gebharts im Waldviertel. | Standort: Waldviertel |
| BW   | Datei hochladen | Dominikanerkirche Krems ID: 180                                                                              |              | Krems an der Donau Standort                                                                                       | Eva Afuhs                                              | 1988–2023 | | Standort: Waldviertel |
| BW   | Datei hochladen | Gestaltung der Eingangshalle im Krankenhaus Krems a.d. Donau ID: 261                                         | Installation | Krems an der Donau Standort                                                                                       | Andrea van der Straeten                                | 2000      | Bela, Hannah, Laszlo, Zoe… ist der Titel der Installation. In der Eingangshalle wurden sieben Paravents aufgestellt, die als Raumteiler zwischen Durchgangs- und Sitzbereich fungieren und in die beidseitig abfotografierte Filmbilder mit Kindern in unterschiedlichen Rollen montiert sind. | Standort: Waldviertel |
| ja   | Datei hochladen | Gedächtnisort für Anna Lambert in Krems a.d. Donau ID: 264                                                   |              | Krems an der Donau Standort                                                                                       | Leo Zogmayer                                           | 1995      | Das Denk- und Mahnmal erinnert an Anna Lambert, die bis zu ihrer Flucht 1939 in Krems lebte. An beiden Seiten des Steiner Tors wurden Gedächtnisschreine in den Boden eingelassen, je ein Bronzequader, der im sichtbaren Sockelbereich die Aufschrift 1932–1939 bzw. IN DIESER STADT trägt. | Standort: Waldviertel |
| BW   | Datei hochladen | Corporate Design für den Campus Krems ID: 444                                                                |              | Krems an der Donau Standort                                                                                       | PURPUR. ARCHITEKTUR                                    | 2002      | Die Gruppe PURPUR entwickelten das Corporate Design für den Campus der Donau-Universität Krems. Für das Logo wurden ein massiver und ein fragiler Schriftschnitt kombiniert. Das Aufbrechen einzelner Buchstaben verleiht der Wortmarke Unverwechselbarkeit und soll Offenheit und Aufbruch symbolisieren. | Standort: Waldviertel |
| BW   | Datei hochladen | Lichtinstallation im mittleren Stiegenaufgang der Donau-Universität Krems ID: 614                            |              | Krems an der Donau Standort                                                                                       | Heinz Gappmayr                                         | 2004–2007 | Mit einer steigenden Anzahl von Leuchtröhren pro Stockwerk entsteht ein Ordnungssystem und gleichzeitig ein jeweils anderes minimalistisches „Lichtbild“ an der Wand. Die waagrechte Montage der Leuchten steht für die Ebene, die senkrechte für die Verbindungsfunktion der Stiege zwischen zwei Ebenen. | Standort: Waldviertel |
| BW   | Datei hochladen | Installation im Stiegenhaus Ost der Donau-Universität Krems ID: 615                                          |              | Krems an der Donau Standort                                                                                       | Katharina Grosse                                       | 2006      | Seit vielen Jahren arbeitet sich die Malerin Katharina Grosse in die Tiefen der Grenzauflösung zwischen Raum und Bild vor. Ihre Farbinstallation im Stiegenhauses des Hauptgebäudes zieht sich vom 3. Obergeschoß bis ins Erdgeschoß. Mit einem abstrakten Spraybild hat sie die Wand zum Bildträger gemacht und physischen und illusionistischen Raum verbunden. | Standort: Waldviertel |
| BW   | Datei hochladen | Projekt in Krems-Gneixendorf auf dem Gelände des ehemaligen Straflagers STALAG XVII B ID: 244                |              | Krems-Gneixendorf Standort                                                                                        | Christian Gmeiner                                      | 2000      | Christian Gmeiner markiert das Gelände des größten Kriegsgefangenenlagers aus der Nazizeit in Österreich an dessen vier ehemaligen Eckpunkten mit jeweils einer Tafel, in die ein großes Fragezeichen eingeschnitten ist. Eine weitere Tafel nennt das Wort „Erinnern“ in den Sprachen aller Inhaftierten. | Standort: Waldviertel |
| BW   | Datei hochladen | Projekt bei der Minoritenkirche Krems-Stein ID: 113                                                          |              | Krems-Stein Standort                                                                                              | Per Kirkeby                                            | 1993      | Per Kirkeby hat im Garten der mittelalterlichen, heute säkularisierten Kirche ein Modul aus Backsteinen errichtet, das mit der Andeutung von zugemauerten Fenstern neben die Geschichte der Kirche eine weitere setzt und so die Geschichten, die den Dingen innewohnen, an sich thematisiert. | Standort: Wachau      |
| ja   | Datei hochladen | Platzgestaltung am Forum Campus Krems ID: 516                                                                |              | Krems-Stein Standort                                                                                              | Iris Andraschek & Hubert Lobnig                        | 2005      | Die Künstler gewannen mit dem Projekt Life between Buildings – Lebensbaum und Kalaschnikow den zweistufigen, offenen Wettbewerb für die künstlerische Gestaltung des Forum Campus Krems. Vorbilder für die 21 in Boden und Rasen eingelassenen Mosaike waren fernöstliche und asiatische Teppiche. | Standort: Wachau      |
| ja   | Datei hochladen | Videoinstallation in der Donau-Universität Krems ID: 518                                                     | Video        | Krems-Stein Standort                                                                                              | Dara Birnbaum                                          | 1984–2004 | Die Videoinstallation Damnation of Faust aus dem Jahr 1984 ist der Figur des Gretchens gewidmet. Mit ihr spricht Dara Birnbaum den oft unterschätzten Aspekt des Weiblichen im Faust-Mythos an. Neben einer über Farbfeldern auf die Wand kaschierten Fotografie sind von der ursprünglichen Videotrilogie in Krems Evocation und Will-O'-The-Wisp zu sehen. Seit 2018 ist das Objekt in die Landessammlungen Niederösterreich übernommen, wo es derzeit nicht zu sehen ist. | Standort: Wachau      |
| ja   | Datei hochladen | Installation für den Campus Krems ID: 549                                                                    |              | Krems-Stein Standort                                                                                              | Peanutz Architekten                                    | 2005      | Mit dem ca. 15 Meter hohen Loop haben die Architekten ein zeichenhaftes Entree zum Campusgelände der Donau-Universität und mit der Gestaltung des Vorplatzes einen Aufenthaltsort für Studierende geschaffen. Der differenziert auf unterschiedliche Bedürfnisse eingehende Entwurf greift bestehende Wegführungen auf und ergänzt diese durch weitere Bereiche. Innerhalb des Loops führt ein Stigenabgang zur Haltestelle Krems Campus-Kunstmeile der Wachauer Bahn. | Standort: Wachau      |
| ja   | Datei hochladen | Platzgestaltung am Forum Campus Krems ID: 602                                                                |              | Krems-Stein Standort                                                                                              | Hubert Lobnig & Iris Andraschek                        | 2005      | Iris Andraschek und Hubert Lobnig verwandeln das Forum Campus Krems in einen Marktplatz. 21 Teppiche sind im Hof ausgebreitet. Sie sind in die Betonfläche eingelassen, liegen im Rasen, nisten sich in den Gebäuden ein, schlüpfen unter der Glasfassade hindurch ins Innere. Die Beschaffenheit der Teppiche – venezianische Emailsteinchen – verbindet in raffinierter Weise eine klassische Technik, das Mosaik, mit der Pixelwelt der Rechner, die symbolischen Kompositionen frühchristlich-ravennatischer Mosaikdenkmäler mit orientalischen und fernöstlichen Kulturen. | Standort: Wachau      |
| ja   | Datei hochladen | Mauer mit 19 Steinen in Krems-Stein ID: 141                                                                  |              | Krems-Stein Standort                                                                                              | Lois Weinberger                                        | 1986–1993 | Lois Weinberger, der sich mit unspektakulären Randgebieten beschäftigt, hat einen fast vergessenen Ort auf einem Hügel neben dem Bahndamm für seine Mauer ausgesucht, die mit den darüberliegenden Hangmauern der Weingärten korrespondiert. | Standort: Waldviertel |
| ja   | Datei hochladen | Skulptur auf dem Gelände des Campus Krems ID: 146                                                            |              | Krems-Stein Standort                                                                                              | Tony Cragg                                             | 1995      | Bei der Arbeit Kristallmantel wurde ein Kalkstein aus einem Steinbruch bei Krems systematisch durchbohrt. Unter Beibehaltung der äußeren Kontur entstand durch einen für Tony Cragg typischen künstlerischen Eingriff in vorgefundene Materie eine Struktur, die neue Einblicke und Zugänge freigelegt. | Standort: Waldviertel |
| ja   | Datei hochladen | Lichtinstallation im Turm der Minoritenkirche ID: 166                                                        |              | Krems-Stein Standort                                                                                              | Rudolf Macher                                          | 1993      | Das Apfelbäumchen fällt nicht weit vom Stamm, es muss irgendwo hier in der Gegend sein. Vor lauter Licht nichts mehr sehen. | Standort: Waldviertel |
| ja   | Datei hochladen | Kunstwerk am Minoritenplatz in Krems-Stein ID: 177                                                           |              | Krems-Stein Standort                                                                                              | Manfred Wakolbinger                                    | 1993      | Manfred Wakolbinger versteht die 5 Meter hohe Skulptur aus Kupfer, Eisen und Glas als Momentaufnahme von Bewegung, die der Kommunikation, die sich auf einem Platz bildet, entspricht. Skulptur und Platz spiegeln sich so ineinander. Die genaue Platzierung ergab sich durch eine Narbe im Pflaster. | Standort: Waldviertel |
| ja   | Datei hochladen | Skulptur ID: 204                                                                                             |              | Krems-Stein Standort                                                                                              | Marianne Maderna                                       | 1986      | Die aneinander geschweißten Cor-Ten-Stahlplatten der Skulptur Block I K simulieren zwei Vollmaterialblöcke in Spiel- und Standbeinhaltung, ein Zitat zum Kontrapost der traditionellen Skulptur. Kurz nach der Aufstellung erzwangen die Anrainer die Entfernung der Skulptur. | Standort: Waldviertel |
| ja   | Datei hochladen | Installation an der Minoritenkirche Krems-Stein ID: 235                                                      |              | Krems-Stein Standort                                                                                              | ONA B.                                                 | 1996      | ONA B. hat an der Fassade der Minoritenkirche Krems-Stein ein langes, nadelförmiges Rennruderboot, mit dem Rumpf zum Betrachter zeigend, aufgehängt. Das Ready-Made ist eine Metapher für Raum und Zeit, das vom Fährmann Charon, vom Diesseits und Jenseits, vom Fließen und vom Wasser erzählt. | Standort: Waldviertel |
| BW   | Datei hochladen | Installation im Stiegenhaus der Donau-Universität Krems-Stein ID: 248                                        |              | Krems-Stein Standort                                                                                              | Peter Kogler, Marcus Geiger                            | 2000      | Die spektakuläre Wandarbeit überzieht die gesamten Wände und Decken eines Stiegenhauses der Donau-Universität in Krems. Peter Kogler und Marcus Geiger produzierten in einer höchst produktiven Kooperation eine polychrome all-over Bildtapete mit einem aus biomorphen Formen bestehenden Muster. | Standort: Waldviertel |
| BW   | Datei hochladen | Brunnen in der Donau-Universität Krems-Stein ID: 262                                                         |              | Krems-Stein Standort                                                                                              | Günter Wolfsberger                                     | 2000      | Der Brunnen im Eingangsbereich der Donau-Universität ist gleichzeitig ein hydro-pneumatisches Objekt. 13 Niro-Kegel im Stahlbecken sind mit einer Luftpumpe im Keller verbunden. Über Bewegungsmelder, die Passanten auslösen, bewegt die Luftpumpe die Kegel, auf denen blaue Angelruten befestigt sind. | Standort: Waldviertel |
| BW   | Datei hochladen | Eingangsgestaltung des unabhängigen Literaturhauses Niederösterreich (ULNÖ) in Krems ID: 584                 |              | Krems-Stein Standort                                                                                              | Franz Graf                                             | 2006      | Franz Graf hat das Foyer entsprechend seinem Grundsatz Das Sprechen ist eine Form umgestaltet. Neben architektonischen Eingriffen und der Ausstattung mit alten Möbeln gibt es eine Wandarbeit mit einzelnen Buchstaben. Wie das modulierbare Ankündigungs-Billboard nimmt sie Bezug auf die Bauweise der Sprache – so auch der Titel der Arbeit 10718ERA1819R 6AUS9RE1117 | Standort: Waldviertel |
| ja   | Datei hochladen | Medieninstallation in der Donau-Universität Krems ID: 595                                                    | Video        | Krems-Stein Standort                                                                                              | Gerda Lampalzer                                        | 2003–2018 | Mit der Videoinstallation TRANSLATION geht die Künstlerin der Idee nach, dass in jeder Sprache eine andere Sprache verborgen ist. Vier Personen wurden in ihren unterschiedlichen Muttersprachen sprechend gefilmt, die Passagen in kleinste Einheiten zerlegt und zu einem deutschen Text mit komplett neuer Bedeutung umgeschnitten. Seit 2018 ist das Objekt in die Landessammlungen Niederösterreich übernommen, wo es derzeit nicht zu sehen ist. | Standort: Waldviertel |
| ja   | Datei hochladen | Kunst an einer Hausfassade in Krems-Stein ID: 692                                                            |              | Krems-Stein Standort                                                                                              | Cornelius Kolig                                        | 2009–2010 | Austrians First ist der Titel der Installation, mit der Cornelius Kolig die Einwanderungspolitik in Österreich kritisiert. Auf zwei sechs Meter langen Metallstangen, die schräg von der Wand des Hauses auskragen, befinden sich zwei aus Edelstahl gefertigte Vogelnistkästen, die jedoch keinerlei Öffnungen haben. | Standort: Waldviertel |
| BW   | Datei hochladen | ZELL ID: 906                                                                                                 |              | Karl Landsteiner Privatuniversität für Gesundheitswissenschaften, Dr.-Karl-Dorrek-Straße 30, Krems-Stein Standort | Christian Schwarzwald                                  | 2017      | | Standort: Waldviertel |
| ja   | Datei hochladen | 06.04.1945 ID: 946                                                                                           |              | an der nördlichen Gefängnismauer in Krems-Stein Standort                                                          | Ramesch Daha                                           | 2018      | Zur Erinnerung an die Opfer des Massakers im Zuchthaus Stein wurden Fragmente des Strafgefangenenregisters der Jahre 1944 und 1945 auf die Gefängnismauer gemalt. | Standort: Waldviertel |
| BW   | Datei hochladen | Innenhofobjekt bei einer Wohnhausanlage ID: 105                                                              |              | Krems-Weinzierl Standort                                                                                          | Barbara Holub                                          | 1994      | Im Innenhof einer Wohnhausanlage wurden entlang der Asphaltfläche drei Wände aus Glasbausteinen aufgestellt. Sie nehmen an Höhe und Länge zu. In Augenhöhe sind Glasobjekte eingesetzt. Diese zeigen Blenden, die sich öffnen und schließen. | Standort: Waldviertel |
| ja   | Datei hochladen | wenn ich kunst sage meine ich das ganze ID: 994                                                              |              | Krems-Stein Standort                                                                                              | Leo Zogmayer                                           | 2019      | Schriftzug, der in grauen Versalien auf der Betonwand des Nebengebäudes der Landesgalerie angebracht wurde und sich mit der Architektur und den Inhalten der Landesgalerie Niederösterreich auseinandersetzt. | Standort: Waldviertel |
| BW   | Datei hochladen | Eingangsbereich der Sporthalle ID: 155                                                                       |              | Langenlois Standort                                                                                               | Robert Kabas                                           | 1990      | Die Arbeit im Bereich von Eingang und Stiegenaufgang besteht aus einer bemalten Doppelskulptur auf einer Grundplatte und einem Fliesenelement. | Standort: Waldviertel |
| ja   | Datei hochladen | Brunnen für die Volksschule Langenlois ID: 168                                                               |              | Langenlois Standort                                                                                               | Hans Muhr                                              | 1990      | Drei hintereinander stehende Steinblöcke bilden Terrassen, die auf drei Ebenen als Bühne für das Spiel des Wassers fungieren. Dem Wasser kommt eine wesentliche gestalterische Aufgabe zu, indem es drei parallele Bögen formt, die ein Zusammenspiel von Stein und Wasser ermöglichen. | Standort: Waldviertel |
| ja   | Datei hochladen | Skulptur für den Käferberg in Langenlois ID: 556                                                             |              | Langenlois Standort                                                                                               | Heimo Zobernig                                         | 2005      | Mitten in einem Weingut steht die sieben Meter hohe Skulptur. Sie besteht aus 139 hohlen Kugeln aus unbehandeltem, zur Korrosion freigegebenem Stahl, von denen nur drei die Basis bilden. Auch wenn das Umfeld die Leseart als Weintraube vorgibt, so würde sich die Bedeutung oder Nichtbedeutung der Skulptur in einer anderen Umgebung durchaus anders erschließen können. | Standort: Waldviertel |
| BW   | Datei hochladen | Intervention im Rathaus von Langenlois ID: 25                                                                |              | Langenlois Standort                                                                                               | Inés Lombardi                                          | 1999      | Die Mauer im Hof wurden mit Weinstöcken, Thymian, Salbei und Mauerpfeffer bepflanzt, der Boden mit Granit gepflastert, während im Inneren des Foyers der Bodenbelag aus sandfarbenen Naturstein besteht. An der Stiegenhauswand zeigt Lombardi die Wasserläufe der Umgebung als topographisches Sgraffito. | Standort: Waldviertel |
| BW   | Datei hochladen | Schwemmen ID: 918                                                                                            |              | Martinsberg Standort                                                                                              | Christine und Irene Hohenbüchler                       | 2017      | | Standort: Waldviertel |
| ja   | Datei hochladen | Objekt im Museum für Rechtsgeschichte, Schloss Pöggstall ID: 152                                             |              | Pöggstall Standort                                                                                                | Gottfried Höllwarth                                    | 1991      | Das mittlerweile abgebaute Objekt Großer Wagen aus Granit-Stahl, Eisen-Bronze und Beton mit den Maßen 572 × 98 × 129 cm wiegt 1600 kg. Es versinnbildlicht physikalische Grundprinzipien: Beweglichkeit durch das Rad, Spaltung und Zerstörung durch den Keil, Energie und Wucht durch bewegte Masse. | Standort: Waldviertel |
| ja   | Datei hochladen | UND ID: 915                                                                                                  |              | Pöggstall Standort                                                                                                | Gabriele Berger                                        | 2017      | | Standort: Waldviertel |
| BW   | Datei hochladen | Kapelle im Landespensionistenheim ID: 207                                                                    |              | Raabs an der Thaya Standort                                                                                       | Franz Part                                             | 1989      | Verschiedene Dreiecke aus vergoldetem Holz, nach oben und nach unten weisend, wurden vom Künstler im Raum verteilt. | Standort: Waldviertel |
| ja   | Datei hochladen | Sgraffito am Kindergarten Rappottenstein ID: 212                                                             |              | Rappottenstein Standort                                                                                           | Erich Steininger                                       | 1990      | 20 Jahre nachdem Erich Steininger ein Schwarz-Weiß-Sgraffito mit ländlichen Motiven für die Hauptschule erstellt hat, gestaltete er am Nebengebäude, dem neuen Kindergarten, ein weiteres Sgraffito in Blau und Weiß mit Märchenbildern. | Standort: Waldviertel |
| BW   | Datei hochladen | Gestaltung des Marktplatzes in Rappottenstein ID: 435                                                        |              | Rappottenstein Standort                                                                                           | Ortrun Lanzner                                         | 2003      | Die Architektin hat bei ihrem Konzept zur Gestaltung des Marktplatzes in Rappottenstein sowohl die topografische Situation als auch die vorhandenen Bauelemente und Materialien berücksichtigt. Es entstanden verschiedene Flächen, die den unterschiedlichen funktionalen Ansprüchen gerecht werden. | Standort: Waldviertel |
| BW   | Datei hochladen | Spielobjekte vor dem Kindergarten Rohrendorf ID: 24                                                          |              | Rohrendorf bei Krems Standort                                                                                     | K.U.SCH.                                               | 2000      | Sitzende und liegende, abstrakt gestaltete Skulpturen zum Thema „Bär“ im Eingangsbereich des Kindergartens. | Standort: Waldviertel |
| ja   | Datei hochladen | Gestaltung des Therapiegartens im Schloss Schiltern ID: 617                                                  |              | Schiltern Standort                                                                                                | Christine und Irene Hohenbüchler                       | 2006      | Nach Gesprächen mit BetreuerInnen und KlientInnen des Psychosozialen Zentrums entwarfen die Künstlerinnen eine Gartenarchitektur als Kombination von Schmuck- und Nutzgarten mit einem Pavillon, einem Schuppen und einer Laube mit Gartenmöblierung. Außerdem wurde eine begehbare amorphe Betonskulptur mit Hilfe von Maurerschülern gebaut. | Standort: Waldviertel |
| ja   | Datei hochladen | Sitzplatzskulptur für den Kalvarienberg in Schönberg am Kamp ID: 695                                         |              | Schönberg am Kamp Standort                                                                                        | Norbert Maringer                                       | 2009      | Die Schaubühne-Sitzplatzskulptur Kalvarienberg ist eine in den Hügel hinein gebaute Aussichtsterrasse in der minimalistischen Form einer Hyperbel. Der Künstler wählte speziell diesen Platz aus, von dem aus der Blick ein einzigartiges Naturerlebnis erlaubt. Die Materialien der drei mit LED-Leuchten versehenen Sitzreihen aus sandfarbenem Beton sind bewusst als deutlicher Eingriff in die Natur gedacht. | Standort: Waldviertel |
| ja   | Datei hochladen | Mondrohr Installation in der Landschaft bei Schönberg ID: 837                                                |              | Schönberg am Kamp Standort                                                                                        | Herbert Golser                                         | 2013      | | Standort: Waldviertel |
| ja   | Datei hochladen | Drahtsicht ID: 897                                                                                           |              | Schönberg am Kamp Standort                                                                                        | Günter Wolfsberger                                     | 2016      | | Standort: Weinviertel |
| ja   | Datei hochladen | Fassadengestaltung im UnterWasserReich in Schrems ID: 554                                                    |              | Schrems Standort                                                                                                  | Ingeborg Strobl                                        | 2006      | Die drei schwarzen Darstellungen von Teichfrosch, Zauneidechse und Kreuzotter auf der Fassade des Gebäudes basieren auf Abbildungen in historischen Fachbüchern. Per Siebdruck wurden sie auf der gläsernen Außenhaut über einem Hintergrundornament von weißen Skeletten und Amphibien, das die gesamte Fassade einfasst, angebracht. | Standort: Waldviertel |
| BW   | Datei hochladen | Medaillon ID: 1063                                                                                           |              | Schrems Standort                                                                                                  | Maria Hahnenkamp, Willi Frötscher                      | 2021      | | Standort: Waldviertel |
| ja   | Datei hochladen | HWS Wiese ID: 867                                                                                            |              | Spitz Standort | Anita Leisz                                            | 2014–2020 | Die HWS-Wiese (Hochwasserschutz-Wiese) besteht ganz unspektakulär aus einem Baum, einer Straßenlampe, zwei Mistkübeln, einer Bank, zwei Betonquadern (einer davon mit Holz beplankt) und Fahrzeugspuren. Eine Wiese ist Grünland, das gemäht, genutzt und erhalten wird und wo die Traktorspuren scheinen beinahe zwingend dazuzugehören. Das Werk fügt sich selbstverständlich in ein Umfeld, in dem Hochwasserschutz von grundlegender Bedeutung ist. | Standort: Wachau      |
| ja   | Datei hochladen | spitz ID: 864                                                                                                |              | Spitz Standort | Gottfried Bechthold                                    | 2012      | | Standort: Wachau      |
| ja   | Datei hochladen | Wegbeleuchtung für die Donaulände Spitz „Langsames Licht / Slow Light“ ID: 816                               |              | Spitz Standort | Siegrun Appelt                                         | 2012      | Mit der Errichtung eines neuen Hochwasserschutzes wurde in Spitz auch die Promenade an der Donau neu gestaltet. Für diese entwickelte die Künstlerin Siegrun Appelt das Lichtkonzept „Langsames Licht / Slow Light“, das für die Verbindung eines ökologischen und künstlerischen Verständnisses im Umgang mit Licht und Beleuchtung steht. Der Begriff der Wahrnehmung wird von ihr dabei von einem ästhetischen auf einen kritischen Denkraum ausgeweitet. | Standort: Wachau      |
| ja   | Datei hochladen | Skulptur in Spitz ID: 210                                                                                    |              | Spitz Standort | Ulrich Rückriem                                        | 1988      | Ulrich Rückriem teilt Natursteine durch Spalten und Schneiden in Segmente, fügt diese anschließend wieder zu ihrer ursprünglichen Gestalt zusammen und setzt sie in Relation zu dem Umraum. | Standort: Waldviertel |
| ja   | Datei hochladen | Installation in der Bordkabine der Rollfähre Spitz-Arnsdorf ID: 530                                          |              | Spitz – Arnsdorf Standort                                                                                         | Olafur Eliasson                                        | 2004      | Olafur Eliasson hat in der Bordkabine der Rollfähre die Camera obscura für die Donau installiert, die ein sich bewegendes Bild der vorbeiziehenden Flusslandschaft der Wachau wiedergibt. Die reale Landschaft wird über Linsen und Spiegel analog auf zwei Bildschirme ins Innere des abgedunkelten Raumes projiziert. | Standort: Waldviertel |
| ja   | Datei hochladen | Wachauer Nase ID: 865                                                                                        |              | St. Lorenz Standort                                                                                               | gelitin                                                | 2014      | | Standort: Wachau      |
| BW   | Datei hochladen | Mahnmal Friedenskreuz St. Lorenz ID: 879                                                                     |              | St. Lorenz Standort                                                                                               | Martin Krenn                                           | 2016      | | Standort: Wachau      |
| BW   | Datei hochladen | Plastik in der Landschaft bei Tautendorf ID: 56                                                              |              | Tautendorf Standort                                                                                               | Elisabeth Homar                                        | 1996–2023 | Die Eisenplastik Verwicklung ist eine dialogische Entgegnung auf die Besonderheiten der vorgefundenen Landschaft. Bekannt für ihre Objekte und Assemblagen aus Fundstücken der Alltagswelt, begann die Künstlerin Mitte der 1990er Jahre feingliedrige Plastiken aus Eisendrähten und Rohren anzufertigen. | Standort: Waldviertel |
| BW   | Datei hochladen | Innenhofgestaltung beim Veranstaltungszentrum in Thaya ID: 552                                               |              | Thaya Standort | ManfreDu Schu                                          | 2005      | ManfreDu Schu hat einzelnen Räume eines Dorfes aus dem 12. Jahrhundert in Hard ausgegraben und in dem benachbarten Thaya unter sowie in dem von der Architektengruppe ah3 neu konzipierten Veranstaltungssaal wieder aufgebaut. Der Großteil der Installation befindet sich im Hof des Veranstaltungssaals. Im Inneren wurden zwei Brunnenschächte errichtet. | Standort: Waldviertel |
| BW   | Datei hochladen | Lichtprojekt Wachau ID: 872                                                                                  |              | Wachau Standort                                                                                                   | Siegrun Appelt                                         | 2012–2014 | | Standort: Wachau      |
| ja   | Datei hochladen | Skulpturengruppe nahe Waidhofen a.d. Thaya ID: 130                                                           |              | Waidhofen an der Thaya Standort                                                                                   | Franz Xaver Ölzant                                     | 1994      | Der Titel Basilika der großflächigen Installation von leicht bearbeiteten Findlingen bezieht sich auf die rein formale Anlehnung an fünf Kirchenschiffe. Der Idee der Land Art entsprechend, bedeutet sie einen direkten künstlerischen Eingriff in die Natur. | Standort: Waldviertel |
| BW   | Datei hochladen | Kunst im Krankenhaus Waidhofen a.d. Thaya ID: 293                                                            |              | Waidhofen an der Thaya Standort                                                                                   | Franz Part                                             | 2000      | Dem Gast und dem Besucher des Spitals wird ein vielfältiges Spektrum an Bildern von primär niederösterreichischen Künstlern geboten, wodurch der Ort durch eine optisch-sinnliche und geistige Note bereichert wird. | Standort: Waldviertel |
| BW   | Datei hochladen | Kunst im Krankenhaus Waidhofen a.d. Thaya ID: 295                                                            |              | Waidhofen an der Thaya Standort                                                                                   | Heinrich Heuer                                         | 2000–2023 | Dem Gast und dem Besucher des Spitals wird ein vielfältiges Spektrum an Bildern von primär niederösterreichischen Künstlern geboten, wodurch der Ort durch eine optisch-sinnliche und geistige Note bereichert wird. | Standort: Waldviertel |
| BW   | Datei hochladen | Kunst im Krankenhaus Waidhofen a.d. Thaya ID: 296                                                            |              | Waidhofen an der Thaya Standort                                                                                   | Ernst Skrička                                          | 2000–2023 | Dem Gast und dem Besucher des Spitals wird ein vielfältiges Spektrum an Bildern von primär niederösterreichischen Künstlern geboten, wodurch der Ort durch eine optisch-sinnliche und geistige Note bereichert wird. | Standort: Waldviertel |
| BW   | Datei hochladen | Kunst im Krankenhaus Waidhofen a.d. Thaya ID: 298                                                            |              | Waidhofen an der Thaya Standort                                                                                   | Wolfgang Böhm                                          | 2000–2023 | Dem Gast und dem Besucher des Spitals wird ein vielfältiges Spektrum an Bildern von primär niederösterreichischen Künstlern geboten, wodurch der Ort durch eine optisch-sinnliche und geistige Note bereichert wird. | Standort: Waldviertel |
| BW   | Datei hochladen | Kunst im Krankenhaus Waidhofen a.d. Thaya ID: 387                                                            |              | Waidhofen an der Thaya Standort                                                                                   | Franka Lechner                                         | 2000      | Dem Gast und dem Besucher des Spitals wird ein vielfältiges Spektrum an Bildern von primär niederösterreichischen Künstlern geboten, wodurch der Ort durch eine optisch-sinnliche und geistige Note bereichert wird. | Standort: Waldviertel |
| BW   | Datei hochladen | Kapelle im Landespensionistenheim Weitra ID: 145                                                             |              | Weitra Standort                                                                                                   | Gilbert Bretterbauer                                   | 1992      | Hinter dem Altar wurde ein Gobelin installiert, in den eine Bibelstelle aus der Offenbarung und ein Kreuzsymbol gewebt sind. An der gegenüberliegenden Wand nimmt ein acht Meter langer Gobelin Raumelemente der Kapelle auf, verwoben mit einem Muster, dem Reflexionen zur Kreuzigung zu Grunde liegen. | Standort: Waldviertel |
| BW   | Datei hochladen | Temperaturabhängige Bildkomposition im Landespensionistenheim in Zwettl ID: 54                               |              | Zwettl Standort                                                                                                   | René Harather, Wilfried Lechner                        | 1995      | Eine Fensterfläche wurde mit zwei hintereinander liegenden, flachen, transparenten Kunststoffbehältern, die mit Mess-Skalen für die Temperatur versehen sind, ausgefüllt. Das jeweils gelb und rosa eingefärbte Öl in den Behältern übernimmt die Anzeigefunktion der Innen- und Außentemperatur. | Standort: Waldviertel |
| ja   | Datei hochladen | Installation bei der Feuerwehrzentrale Zwettl ID: 100                                                        |              | Zwettl Standort                                                                                                   | Leslie De Melo                                         | 1994      | Der Schnitt als Schritt vom Baumstamm zum Brett ist zentrales Thema dieser Arbeit mit dem Titel Abundance. 40 Baumstämme wurden nach einem mathematischen Prinzip zu einer „Kathedrale“ angeordnet. Aus restauratorischen Gründen musste die Installation abgebaut werden. | Standort: Waldviertel |
| BW   | Datei hochladen | Innenräume der Brückenbauaußenstelle ID: 160                                                                 |              | Zwettl Standort                                                                                                   | Brigitte Kordina                                       | 1991–1993 | Das 1991 realisierte Projekt für die Brückenbauaußenstelle war als Raumkonzept gedacht. Im Verteilerraum des ersten Obergeschoßes wurden vier Säulen mit längsgestreiftem Spiegelglas verkleidet, um darin die an den Wänden installierten Acrylglaselemente, die ebenso in Farbstreifen gegliedert waren, zu reflektieren. Die Säulen sollten am Ort des Brückenbaus Brückenpfeiler symbolisieren, wie das Acrylglas Lichtreflexionen, die sich im Wasser spiegeln. | Standort: Waldviertel |
| ja   | Datei hochladen | Objekt für die Bezirkshauptmannschaft Zwettl ID: 240                                                         |              | Zwettl Standort                                                                                                   | Stefan Emmelmann                                       | 2001      | Mit bunten Verflechtungen aus transparenten Plexiglasbändern in einem Stahlrohrgerüst formte Stefan Emmelmann im Hof der Bezirkshauptmannschaft einen 2,5 × 4,25 m großen Wandschirm in der Form des Umrisses des Bezirks Zwettl. Die Anzahl der Bänder entspricht den 24 zum Bezirk gehörenden Gemeinden. | Standort: Waldviertel |

## Quelle
- Kunst im öffentlichen Raum Niederösterreich (Stand: 1. Jänner 2016)
- Katalog Kunst im öffentlichen Raum Niederösterreich. (csv) Land Niederösterreich, 28. Juni 2013, abgerufen am 4. August 2015 (Lizenz: Creative Commons Namensnennung 3.0 Österreich).